# Esmé Percy
Esmé Percy (Londres, 8 de agosto de 1887 – Brighton, 17 de junho de 1957) foi um ator de cinema inglês. Ele atuou em 40 filmes entre 1930 e 1956.

## Filmografia selecionada
- Murder! (1930)
- The Lucky Number (1932)
- Bitter Sweet (1933)
- Summer Lightning (1933)
- Love, Life and Laughter (1934)
- Lord Edgware Dies (1934)
- The Invader (1935)
- Song of Freedom (1936)
- Accused (1936)
- Land Without Music (1936)
- A Woman Alone (1936)
- Jump for Glory (1937)
- Pygmalion (1938)
- Hi Gang! (1941)
- Lisbon Story (1946)
- The Ghosts of Berkeley Square (1947)